# Швеция на летних Олимпийских играх 1960
Швеция принимала участие в Летних Олимпийских играх 1960 года в Риме (Италия) в тринадцатый раз за свою историю, и завоевала одну золотую, две серебряные и три бронзовые медали. Сборную страны представляли 19 женщин.
| Швеция на олимпиаде 1960 года в Риме | Швеция на олимпиаде 1960 года в Риме | Швеция на олимпиаде 1960 года в Риме | Швеция на олимпиаде 1960 года в Риме | Швеция на олимпиаде 1960 года в Риме |
| Медали                               | Спортсмен                            | Вид спорта                           | Дисциплина                           | Результат                            |
| ------------------------------------ | ------------------------------------ | ------------------------------------ | ------------------------------------ | ------------------------------------ |
| Золото                               | Герт Фредрикссон Свен-Олов Шёделиус  | Гребля на байдарках и каноэ          | K-2 1000 метров                      | 3.34,73                              |
| Серебро                              | Яне Седерквист                       | Плавание                             | 400 m вольный стиль, женщины         | 4.53,9                               |
| Серебро                              | Йон Юнгрен                           | Лёгкая атлетика                      | 50 км, ходьба                        | 4.25.47,0                            |
| Бронза                               | Герт Фредрикссон                     | Гребля на байдарках и каноэ          | K-1 1000 метров                      | 3.55,89                              |
| Бронза                               | Ханс Антонссон                       | Борьба                               | Вольная борьба                       |                                      |
| Бронза                               | Густав Фрей                          | Борьба                               | Греко-римская борьба                 |                                      |

## Результаты соревнований

### Академическая гребля
В следующий раунд из каждого заезда проходили несколько лучших экипажей (в зависимости от дисциплины). В финал A выходили 6 сильнейших экипажей.
Мужчины
| Соревнование | Спортсмены                     | Предварительный заезд | Предварительный заезд | Предварительный заезд | Отборочный заезд | Отборочный заезд | Отборочный заезд | Полуфинал             | Полуфинал             | Полуфинал             | Финал                 | Финал                 |
| Соревнование | Спортсмены                     | Заезд                 | Время                 | Место                 | Заезд            | Время            | Место            | Заезд                 | Время                 | Место                 | Время                 | Место                 |
| ------------ | ------------------------------ | --------------------- | --------------------- | --------------------- | ---------------- | ---------------- | ---------------- | --------------------- | --------------------- | --------------------- | --------------------- | --------------------- |
| двойки       | Гёста Эрикссон Леннарт Ханссон | 2                     | 7:38,08               | 5                     | 1                | DNS              | DNS              | завершили выступление | завершили выступление | завершили выступление | завершили выступление | завершили выступление |